# Społeczeństwo globalne
Społeczeństwo globalne – typ społeczeństwa posiadający pewne charakterystyczne i powtarzalne formy życia społecznego, które występują jedne po drugich, np. w określonych państwach lub narodach. Najbardziej do społeczeństwa globalnego zbliżają się państwa i narody.
Społeczeństwo globalne to sprzężony układ wszystkich struktur, instytucji i procesów występujących w zbiorowości danego państwa lub narodu, wyodrębniający daną zbiorowość.
Według Rolanda Robertsona w nawiązaniu do wprowadzonego przez Ferdinanda Tönniesa podziału zbiorowości ludzkich na wspólnoty (Gemeinschaft) i zrzeszenia, zorganizowane społeczności (Gesellschaft) możliwa jest następująca typologia zbiorowości globalnych:
1. „Globalna wspólnota I” – świat stanowi mozaikę zamkniętych, odgraniczonych wzajemnie wspólnot, albo unikatowych i egalitarnych, wyższych i niższych w rozwoju kulturowym, ale wzajemnie izolowanych i niemających aspiracji do podporządkowania odmiennych od siebie. Zgodny z ideologią antyglobalizmu i fundamentalistycznych orientacji religijnych.
2. „Globalna wspólnota II” – ogólnoludzki konsens wokół pewnych wspólnych wartości i ideałów. Świat zgodny z chrześcijańską ideą królestwa Bożego na ziemi, koncepcją Kościoła powszechnego oraz tendencjami ekumenicznymi. Są to też aspiracje ruchy pokojowe czy ruchów ekologicznych i ruchu praw człowieka.
3. „Globalna społeczność I” – mozaika suwerennych, niezależnych państw narodowych powiązanych silnymi, wzajemnymi więziami kooperacyjnymi w dziedzinie ekonomii, polityki i kultury.
4. „Globalna społeczność II” – przewiduje zanik państw narodowych i unifikacja regionalna, a następnie globalna pod egidą wspólnej organizacji politycznej czy ponadnarodowego rządu światowego.